# Duane Michals
Duane Stephen Michals (* 18. Februar 1932 in McKeesport, Pennsylvania) ist ein US-amerikanischer Fotograf. Weitgehend Autodidakt, sind seine Arbeiten bekannt für ihre Innovationskraft und Kunstfertigkeit. Michals arbeitet oft mit Fotosequenzen und der Einbeziehung von Text, um Gefühlsregung und Lebensanschauung darzulegen.
Michals wuchs in McKeesport, Pennsylvania, auf. Im Jahr 1953 erwarb er einen Bachelor of Arts an der University of Denver. Nach seinem Wehrdienst begann er 1956 ein Studium an der Parsons School of Design, mit der Absicht Grafikdesigner zu werden, jedoch schloss er dieses Studium nicht ab. Während eines Urlaubs in der Sowjetunion im Jahr 1958 entdeckte er sein Interesse an der Fotografie. Aus den Fotografien, die er während dieser Reise machte, entstand seine erste Ausstellung 1963 an der U-Galerie in New York.
Einige Jahre arbeitete Michals freiberuflich, unter anderem für die Zeitschriften Esquire und Mademoiselle. Während der Dreharbeiten zu The Great Gatsby im Jahr 1974 fotografierte er für die Zeitschrift Vogue. Da er kein Fotostudio besaß, machte er Porträts von Menschen in ihrer Umgebung, was im Gegensatz zur Arbeitsweise anderer Fotografen dieser Zeit, wie Richard Avedon und Irving Penn, stand.
Im Jahr 1968 wurde Michals von der mexikanischen Regierung beauftragt, die Olympischen Sommerspiele 1968 zu fotografieren. 1970 wurden seine Werke erstmals in einer Einzelausstellung im Museum of Modern Art in New York gezeigt. Die Porträts, die er zwischen 1958 und 1988 machte, bildeten die Grundlage für sein Buch Album.
Im Jahr 1976 Michals erhielt ein Stipendium des National Endowment for the Arts. Michals gestaltete auch das Cover für die Langspielplatte Synchronicity von The Police im Jahr 1983 und Richard Barones Wolken über Eden 1993. Die Deutsche Gesellschaft für Photographie (DGPh) verlieh Michals 2017 in Köln den Kulturpreis der Deutschen Gesellschaft für Photographie.

## Ausstellungen (Auswahl)
- 2014 Duane Michals, NRW-Forum, Düsseldorf.
- 2008 Ian Ritterskamp/Duane Michals, Galerie Clara Maria Sels GmbH, Düsseldorf
- 2008 „Beautiful People“, Centre d’Art la Panera, Lerida
- 2007 Warhol sobre Warhol, La Casa Encendida, Madrid
- 2006 Contos Dixitais, CGAC - Centro Galego de Art Contemporanea, Santiago de Compostela
- 2005 International Center of Photography, New York
- 2004 “The Ecstasy of Things”, Fotomuseum Winterthur, Schweiz
- 1999 Odakyu Museum, Tokyo
- 1999 “Cosmos”, Musée des beaux-arts de Montréal
- 1999 “The Century of the Body: Photoworks 1900–2000” Musée de l’Elysée, Lausanne
- 1999 “From Camouflage to Free Style”, Musée d’art moderne de la Ville de Paris
- 1995 Museum für Photographie, Braunschweig
- 1977 documenta 6, Kassel
- 1971 George Eastman House, Rochester, N.Y.
- 1970 First solo exhibition, Museum of Modern Art, New York
- 1963 Underground Gallery, New York City